# El convidado de piedra (Goya)
El convidado de piedra o Don Juan y el comendador es una pintura de Francisco de Goya. Pertenece a una serie de seis pequeñas pinturas de gabinete, cada una de aproximadamente 43 × 30 cm, con la brujería como tema central. Las imágenes no forman una única historia en conjunto, ni tienen un significado común, por lo que conviene interpretar cada una individualmente. Toda la serie fue propiedad de los Duques de Osuna y adornaba su residencia de verano en la Alameda de Osuna. Además de Don Juan y el Comendador, la serie incluye la famosa El aquelarre, Vuelo de brujas, El conjuro, El hechizado a la fuerza y La cocina de las brujas. Cuatro de estos cuadros se encuentran en diversas colecciones públicas, uno en una colección privada y Don Juan y el Comendador se considera perdido.

## De fondo

### Patronazgo de los Duques de Osuna
En las primeras etapas de su carrera en Madrid, Goya trabajó principalmente para la Real Fábrica de Tapices, al tiempo que ampliaba su clientela privada entre la aristocracia y la burguesía de la capital. Importantes mecenas del pintor fueron los duques de Osuna: Pedro Téllez-Girón y su esposa María Josefa Pimentel. Formaban parte de la élite intelectual y eran figuras destacadas de la Ilustración española. Juntos organizaban tertulias en las que participaban destacados "ilustrados". Apoyaron activamente la cultura, acumularon una biblioteca impresionante y organizaron representaciones teatrales en su residencia. Extendieron su mecenazgo a científicos y artistas de la época, entre ellos Goya y Leandro Fernández de Moratín. Entre 1785 y 1817, Goya pintó para ellos unas 30 obras: retratos de los mecenas y sus hijos, escenas religiosas y pinturas de gabinete. También adquirieron las primeras ediciones de la serie de grabados titulada Los caprichos. Después de la muerte del duque en 1807, el pintor continuó trabajando para la duquesa, incluyendo retratos de sus hijas e hijos adultos.

### La Alameda de Osuna
En 1783, el duque de Osuna adquirió terrenos y edificios en la localidad de La Alameda, entonces al noreste de Madrid, donde familias adineradas pasaban sus veranos, huyendo del bullicio de la ciudad. Numerosos proyectos urbanísticos encargados y ejecutados por el duque los transformaron en una gran finca de recreo, que pronto cambió su nombre por el de La Alameda de Osuna. En 1792, el patrimonio del duque incluía un palacio y, por iniciativa de la duquesa, se crearon también unos jardines conocidos como El Capricho. El duque de Osuna adquirió un ciclo de seis cuadros de pequeño formato de Goya para decorar el nuevo palacio. Se conserva una factura enviada al duque el 27 de junio de 1798 por las «seis obras sobre el tema de las brujas», por un total de 6.000 reales. 

A menudo se asume que las pinturas fueron creadas por pedido directo de la duquesa; sin embargo, no hay evidencia que respalde esto. Es posible que Goya presentara a sus mecenas obras terminadas que se ajustaran a sus gustos. Por esta razón, es difícil determinar si el pintor los creó con una habitación específica en mente o si su ubicación se decidió posteriormente. Se sabe que los cuadros colgaban en el primer piso, en el pasillo que conducía al estudio de la duquesa, que se llamaba "gabinete de países". El historiador del arte Frank Irving Heckes creía que esta sala albergaba la biblioteca del duque, por lo que Goya incluyó intencionadamente motivos literarios en sus composiciones. María Isabel Pérez Hernández, quien analizó el inventario de bienes realizado en 1834 tras la muerte de la duquesa, afirmó que los cuadros de Goya estaban entonces en el pasillo del "gabinete de países", pero los muebles y objetos que quedaban en esa estancia no indicaban que sirviera de biblioteca. Las obras de Goya, junto con sus grabados, fueron trasladadas allí en torno a 1845.

Serie de las brujerías
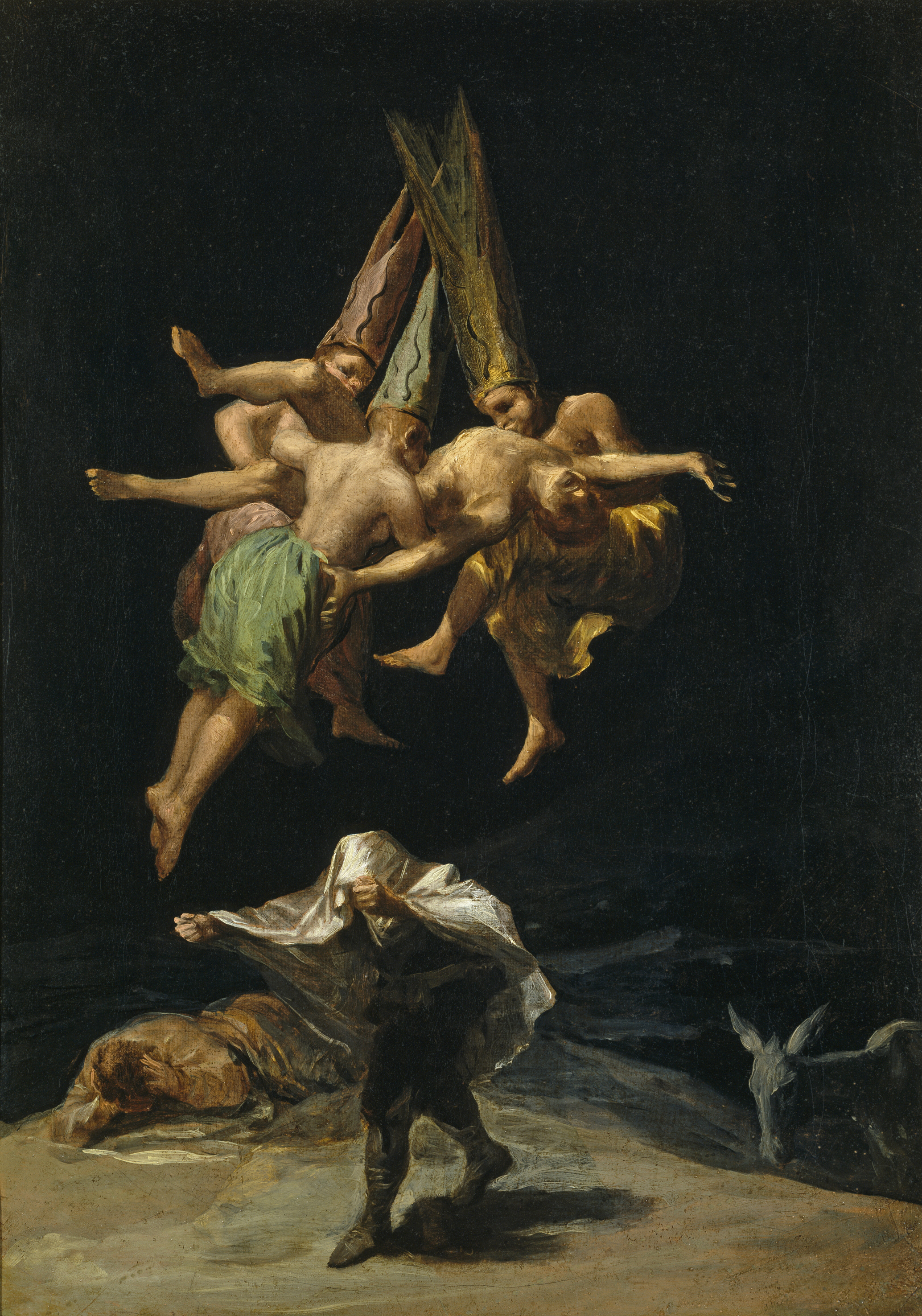
Vuelo de brujas.
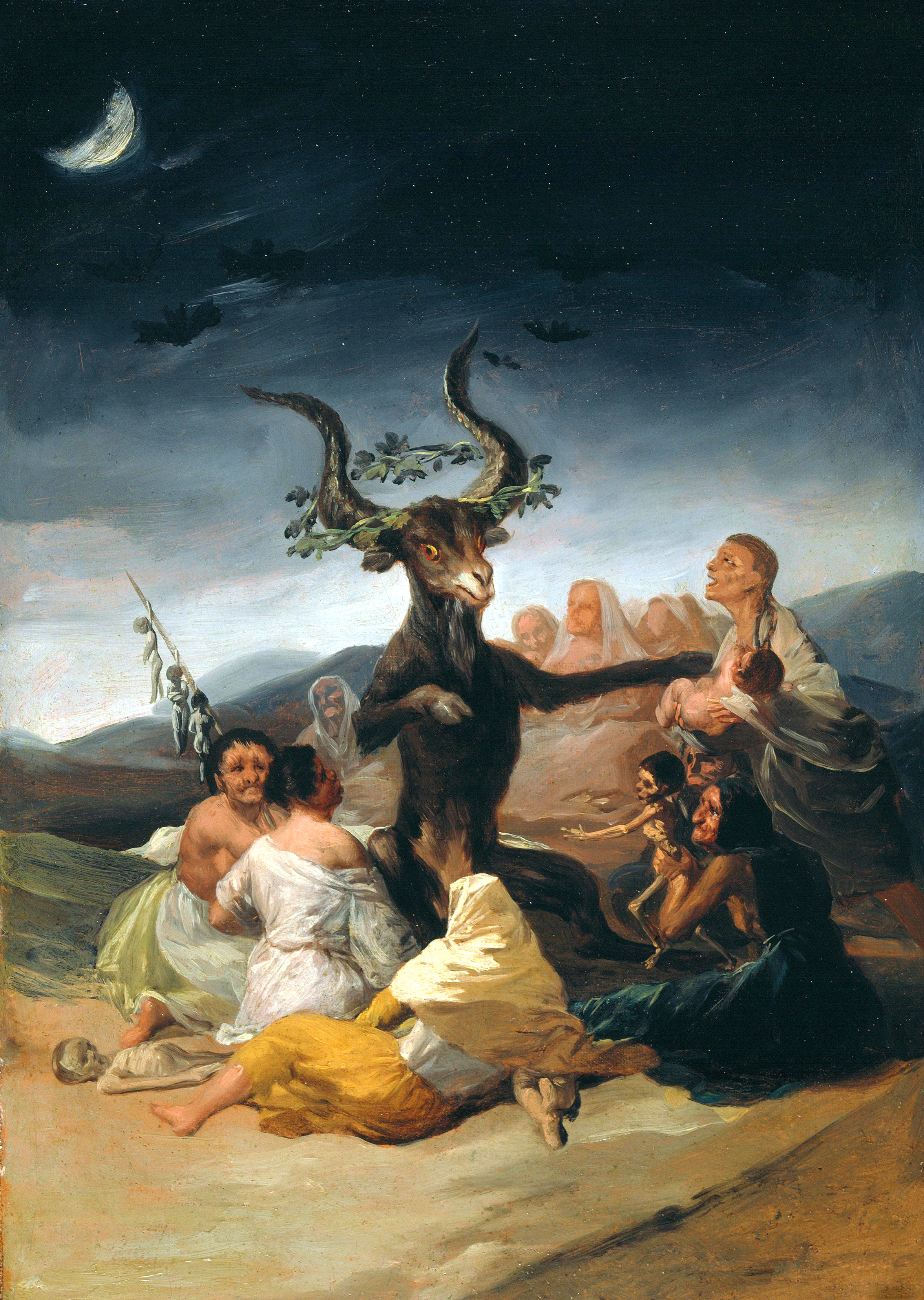
El aquelarre.
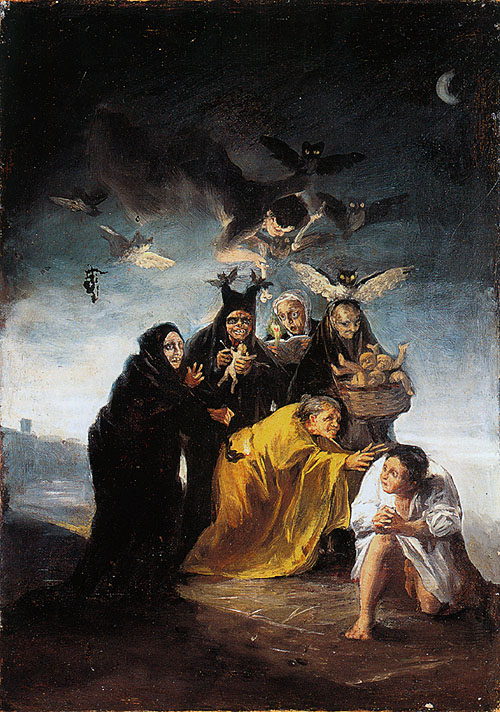
El conjuro.
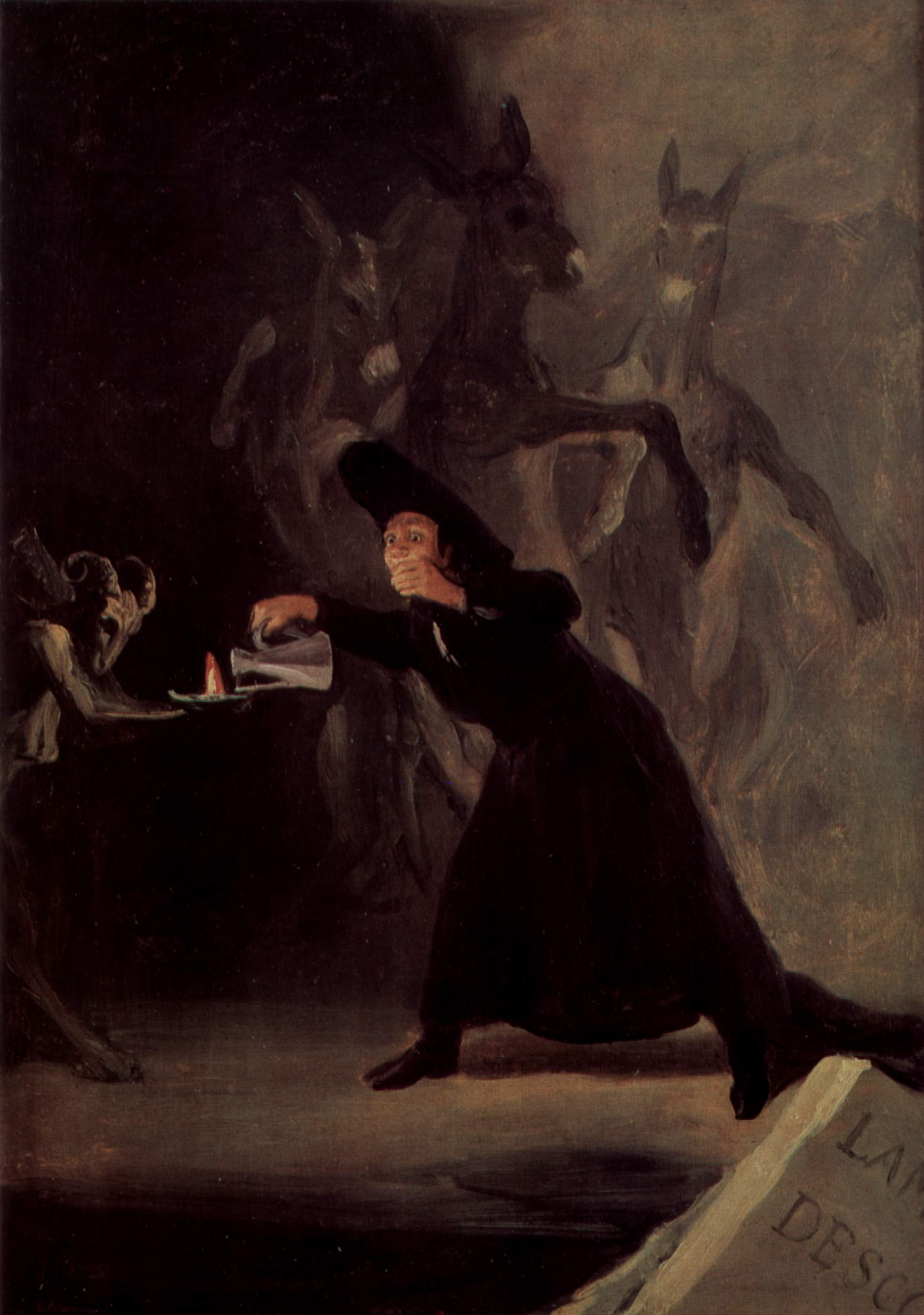
El hechizado a la fuerza.
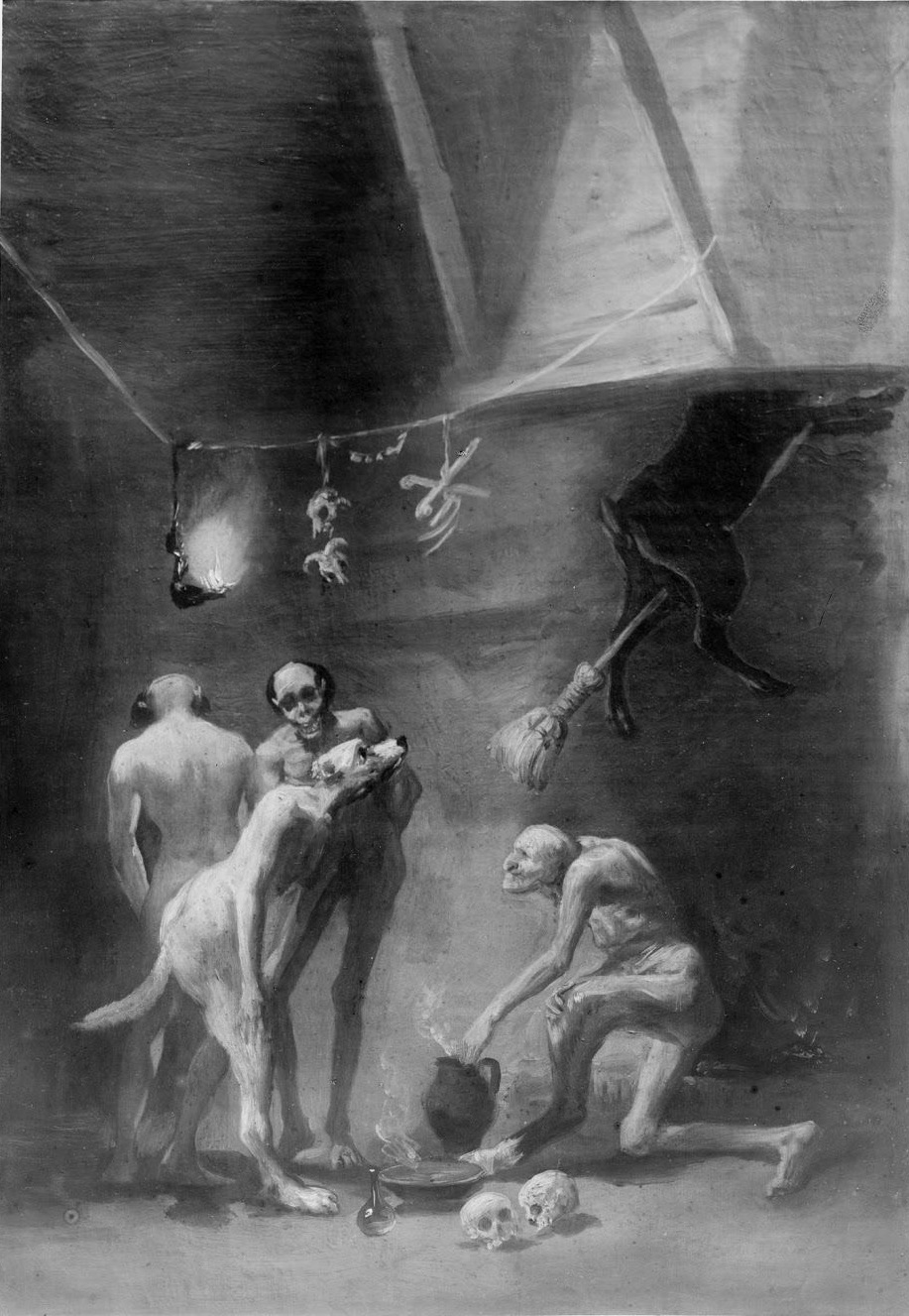
La cocina de las brujas.
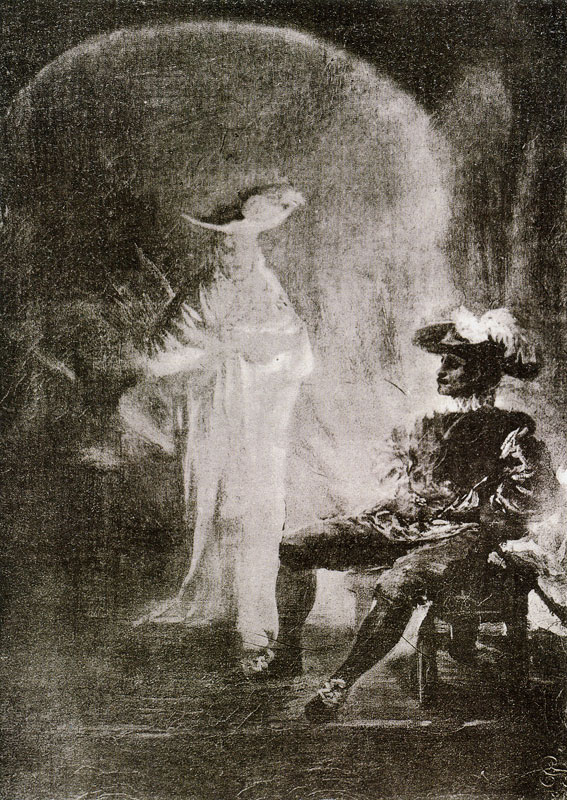
El convidado de piedra.

### Brujas y brujería

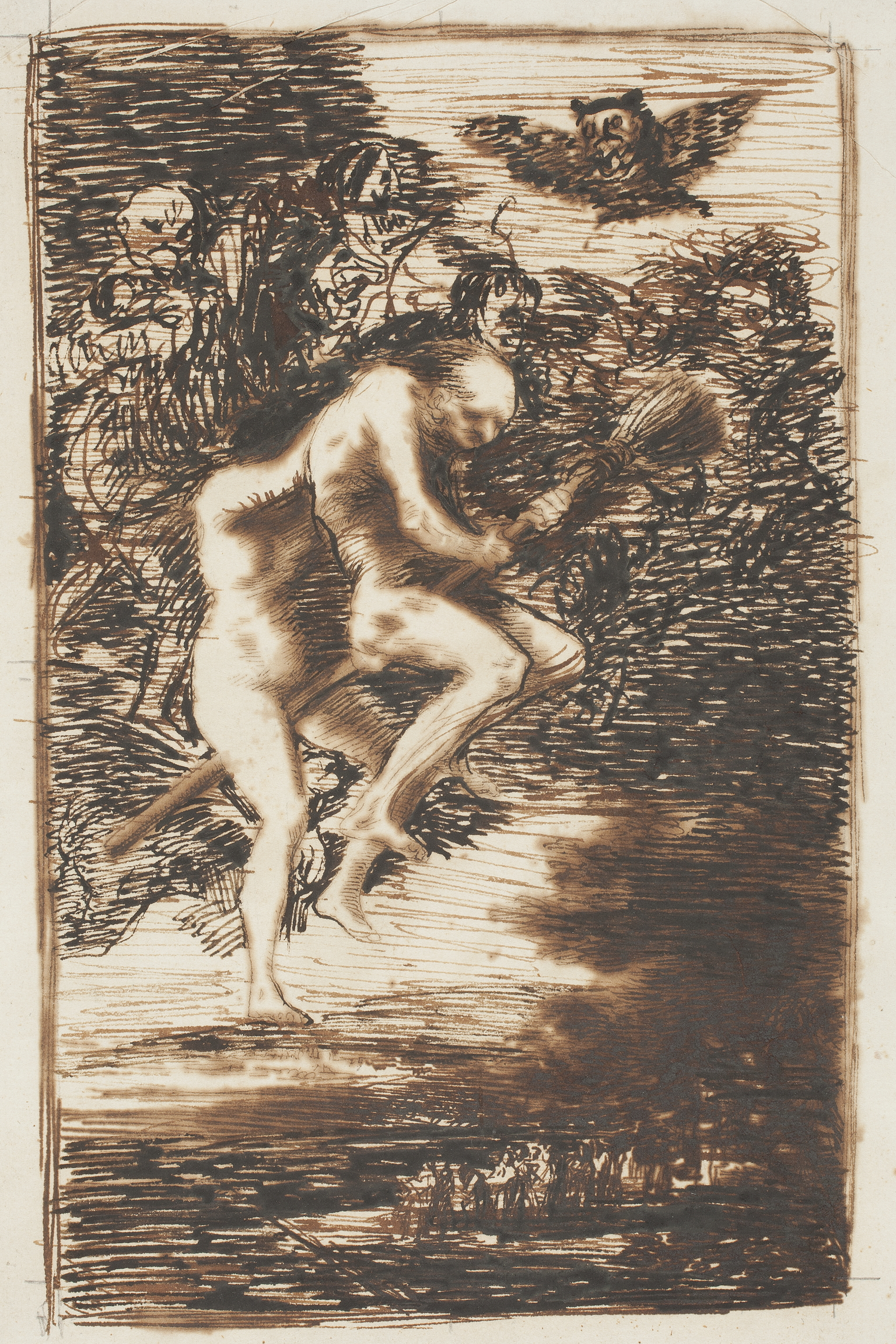
Dibujo preparatorio del capricho n.º 68 Linda maestra, circa 1797.

Los temas de las obras eran las brujas y la brujería, entonces elementos importantes del folclore español. La creencia popular en la brujería y los demonios estaba aun muy extendida, y las investigaciones y los castigos de la Inquisición fortalecieron y legitimaron aún más estas supersticiones. Este motivo popular apareció en el arte, la literatura y el teatro, a menudo en forma de sátira. Goya se inspiró en las obras teatrales de Antonio de Zamora, que pudo ver en el teatro privado de los duques. La nobleza ilustrada dieciochesca, a la que pertenecían los duques de Osuna, no creía en la brujería; sin embargo, estaban fascinados por el tema de la hechicería, los fenómenos sobrenaturales y la cultura plebeya asociada. La biblioteca de los duques contenía libros sobre magia (incluidos el Malleus Maleficarum y Le Diable boiteux), para los que tenían un permiso especial del Santo Oficio. La madre de la duquesa era una apasionada del esoterismo y de novelas como Vathek de William Beckford.
El tema de la brujería tuvo un efecto similar en Goya, quien declaró no creer en las brujas y se consideraba escéptico, aunque sus obras a menudo presentaban demonios y figuras fantásticas. No está claro si la duquesa de Osuna sugirió los temas de las pinturas a Goya o si fueron fruto de su propia invención. Es posible que cuando Goya estaba trabajando en el retrato del general José de Urrutia por encargo de los duques, tuviera la oportunidad de mostrar a la duquesa dibujos de la colección titulada Sueños, donde abordó el tema de la brujería, para inspirarla.

### Datación
Lo más probable es que los cuadros fueran realizados entre 1797 y 1798, pero no después de la fecha que figura en la factura (27 de junio de 1798). Existen numerosas similitudes temáticas y compositivas con la serie de grabados Los caprichos, en la que Goya trabajaba al mismo tiempo.  Los caprichos sirvieron como una sátira de la sociedad española y una crítica del fanatismo religioso, la Inquisición y las supersticiones. Josep Gudiol fechó la serie de las brujas entre 1794 y 1795, coincidiendo con el periodo de recuperación del pintor tras una grave enfermedad que lo dejó completamente sordo entre 1792 y 1793. Volviendo poco a poco al trabajo, Goya se centró en pintar obras más pequeñas que requerían menos esfuerzo físico. También pintó cada vez más composiciones dictadas por su propia imaginación, evitando los patrones existentes y liberándose de los cánones generalmente aceptados. Según el historiador del arte José Luis Morales y Marín, esta serie fue expuesta por Goya en la Real Academia de Bellas Artes de San Fernando en 1799 como "Seis extraños caprichos". Los duques probablemente tomaron prestadas las pinturas de Goya, posiblemente para ayudar a promover Los caprichos, que se publicaron el mismo año. 

## Interpretación
Goya se inspira en la obra de Antonio de Zamora (1660-1727), un poeta y dramaturgo español cuyas obras aún eran populares durante la vida del pintor y mantuvieron el reconocimiento hasta mediados del siglo XIX, siendo luego olvidado hasta su redescubrimiento por la crítica a finales del siglo XX. En sus obras, Zamora mantuvo la tradición española y no se dejó influenciar por la moda entonces de la literatura francesa y la comedia de personajes. Goya buscó inspiración en motivos típicamente españoles, habiendo tenido la posibilidad de elegir entre otras obras mucho más populares. El cuadro representa una escena del acto III de la comedia de Zamora, que es una reinterpretación de El burlador de Sevilla y el convidado de piedra de Tirso de Molina, una nueva versión de la leyenda de Don Juan. La obra de Zamora fue un éxito y se representó anualmente en Madrid entre 1784 y 1804. Leandro Fernández de Moratín, familiarizado con esta versión de la leyenda, podría haberla recomendado a Goya como tema para un cuadro. Alternativamente, es posible que Goya, amante del teatro, haya visto la obra y haya seleccionado esta escena él mismo.
En la obra, Don Juan mata al comendador Gonzalo de Ulloa y después invita a una estatua suya a cenar con él, lo que la estatua acepta, conduciendo a un encuentro fatídico en el panteón de la familia Ulloa, que es el momento representado en la pintura. Al fondo, Goya pintó un arco que recuerda a la capilla funeraria de la familia Ulloa, bajo el cual, en lo alto de la escalera, aparece la figura pétrea del comendador. Envuelto en un sudario y bañado por una luz brillante que ilumina el espacio confinado, se acerca a Don Juan. El sudario lleva la cruz de Santiago. Don Juan, sentado a la izquierda en una silla con llamas elevándose detrás de él, parece no percatarse de la presencia del comendador. Su postura arrogante, con las manos en las caderas y su espada al costado reflejan su desafío. Lleva un atuendo de caballero del siglo XVII, completo con un sombrero de ala ancha adornado con plumas. Goya capta el momento tenso justo antes del clímax dramático. Don Juan, impenitente, será castigado con el infierno, simbolizado por las llamas. La relación entre los personajes y el comportamiento despreocupado de Don Juan recuerda la pintura anterior de Goya, Hércules y Onfalia, pintado unos 15 años antes. El historiador del arte José Gudiol considera a Don Juan y al comendador una manifestación del estilo prerromántico de Goya.
La figura de Don Juan también podría representar a un actor de la época de Goya, ya que los papeles principales fueron interpretados a menudo por Manuel García Parra  o Manuel de la Prada, actores especializados en obras de temas mágicos. Este cuadro es el que más se aleja del tema de la serie. No aborda el contraste entre la realidad y la imaginación ni critica las supersticiones, centrándose más bien en las consecuencias del pecado. El historiador del arte Frank Irving Heckes opina que esta pintura fue la última creada y así concluye la serie.

## Procedencia
La fortuna de los duques de Osuna fue dilapidada en gran parte por sus herederos, especialmente por el XII duque de Osuna, Mariano Téllez-Girón. En 1896 se celebró en Madrid una subasta en la que se vendieron los bienes y la colección de arte de la familia. Los cuadros de la serie de las brujerías quedaron dispersos entre varios propietarios. Don Juan y el Comendador fue visto por última vez durante esta subasta y ahora se considera perdido. Su existencia se conoce a través de una fotografía tomada por Jean Laurent.